# Missioners de Sant Carles
Els Missioners de Sant Carles (en llatí, Congregatio Missionorum a Sancto Carolo) són una congregació religiosa catòlica de dret pontifici. Els seus membres, anomenats generalment scalabrinians, posposen al nom les sigles C.S. (de Congregazione Scalabriniana).

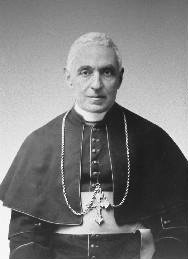
El beat Giovanni Battista Scalabrini

La congregació va ser fundada l'any 1887 a Piacenza, Emília-Romanya, Itàlia, pel bisbe d'aquesta ciutat el beat Giovanni Battista Scalabrini (1839-1905) amb la finalitat de "mantenir viva la fe catòlica en el cor dels nostres compatriotes emigrats i de procurar fins on sigui possible el seu benestar moral, civil i econòmic".
Va ser aprovada pel papa Lleó XII amb el breu Libenter agnovimus de 15 de novembre de 1887 i ràpidament es va difondre entre les comunitats italianes dels Estats Units i del Brasil. Aviat va estendre la seva activitat vers els emigrants i refugiats de qualsevol nacionalitat, i avui dia desenvolupa la seva acció a tot el món amb més de 250 cases i uns 700 religiosos, la gran majoria dels quals són sacerdots. Mai no hi ha hagut presència scalabriniana als Països Catalans.
Les seves constitucions van ser definitivament aprovades el 1948 per Pius XII, el qual l'any següent confià als scalabrinians el Pontifici Col·legi Emigració de Roma, destinat a la formació de sacerdots seculars que vulguin captenir-se en l'assistència a les poblacions migrants.
També existeixen una congregació femenina (fundada a Piacenza el 1895) i un institut secular (fundat a Solothurn, Suïssa, el 1961) que comparteixen nom i carisma amb els Missioners de Sant Carles, però no hi ha cap vincle orgànic ni jeràrquic entre els tres organismes.
El fundador dels Scalabrinians va ser beatificat a Roma el 1997 pel beat Joan Pau II.